# Dietopsa castaneifrons
Dietopsa castaneifrons är en spindelart som först beskrevs av Simon 1895.  Dietopsa castaneifrons ingår i släktet Dietopsa och familjen krabbspindlar. Inga underarter finns listade i Catalogue of Life.